# L'Homme à ressorts et les SS
Pour plus de détails, voir Fiche technique et Distribution.
L'Homme à ressorts et les SS (Pérák a SS) est un court métrage d'animation tchèque coréalisé par Jiří Trnka et Jiří Brdečka, sorti en 1946.

## Synopsis
Grâce aux ressorts d'un canapé fixés à ses chaussures, un jeune ramoneur devient capable de sauter de toit en toit. Il sème la terreur parmi les SS, qu'il parvient à chasser hors de Prague.

## Fiche technique
- Titre : L'Homme à ressorts et les SS
- Titre alternatif : Le Diable à ressorts et les SS
- Titre original : Pérák a SS
- Réalisation : Jiří Trnka, Jiří Brdečka
- Scénario : Jiří Brdečka, Eduard Hofman, Jiří Trnka
- Musique : Jan Rychlík
- Production :
- Pays d'origine : Tchécoslovaquie
- Technique : dessin animé sur cellulose
- Genre : film d'animation
- Couleur : noir et blanc
- Sans dialogues
- Durée : 14 minutes
- Date de sortie : 1946

## Commentaire
Œuvre satirique, c'est le seul film en noir et blanc de Trnka. Dans une atmosphère sombre, mais non dépourvue d'humour, l'intrépide héros personnifie la résistance contre l'oppresseur nazi.
Il s'agit du premier film d'animation que l'artiste réalise pour les adultes.